# The Adventures of Lucky Pierre
The Adventures of Lucky Pierre è un film del 1961, scritto e diretto da Herschell Gordon Lewis.

## Trama
Il giovane Pierre continua ad immaginare di vedere ragazze nude. Per risolvere il problema, si reca da un analista. 

## Produzione
Alfred N. Sack, distributore cinematografico, offrì a Lewis e Friedman una somma modesta per redigere una pellicola nudie cutie. Era un genere, nato alla fine degli anni Cinquanta, che prevedeva numerosi nudi, a sfondo comico.  
La maggior parte delle scene vennero girate a Chicago. 
Prodotto con un budget modesto, è composto, principalmente, da attori non professionisti. 

## Distribuzione
Uscito nelle sale americane grindhouse nel luglio del 1961, è stato edito, successivamente, in formato home video. 

## Influenza culturale
La trama del film ricorda The Immoral Mr. Teas, diretto da Russ Meyer. 

## Curiosità
- Nei titoli di testa si legge: «Filmed in Cutie Color and Skinamascope» (lett. Filmato con colore sexy e formato pelle). Si tratta di un doppio senso che ironizza l'uso del Technicolor e del Cinemascope.